# Aphrodita acuminata
Aphrodita acuminata är en ringmaskart som beskrevs av Ehlers 1887. Aphrodita acuminata ingår i släktet Aphrodita och familjen Aphroditidae. Inga underarter finns listade i Catalogue of Life.